# Erik Arushanian
Erik Arushanian –en ucraniano, Ерік Арушанян– (20 de enero de 1999) es un deportista ucraniano que compite en lucha libre. Ganó dos medallas de bronce en el Campeonato Europeo de Lucha, en los años 2020 y 2023, en la categoría de 65 kg.

## Palmarés internacional
| Campeonato Europeo | Campeonato Europeo | Campeonato Europeo | Campeonato Europeo |
| Año                | Lugar              | Medalla            | Categoría          |
| ------------------ | ------------------ | ------------------ | ------------------ |
| 2020               | Roma (Italia)      | Medalla de bronce  | 65 kg              |
| 2023               | Zagreb (Croacia)   | Medalla de bronce  | 65 kg              |